# Cyryl (Jonczew)
Cyryl, imię świeckie Ilia Manczow Jonczew (ur. 26 lutego 1920 w Panagjuriszte, zm. 17 czerwca 2007 w Pittsburgu) – biskup Kościoła Prawosławnego w Ameryce.

## Życiorys
Ukończył seminarium duchowne św. Jana Rilskiego w Sofii mając 20 lat. Rok później złożył śluby zakonne, przyjmując 19 stycznia 1941 imię Cyryl. Następnego dnia został hierodiakonem, zaś w kwietniu 1943 – hieromnichem. Kontynuował studia teologiczne w Szkole Teologicznej Klemensa Ochrydzkiego w 1944, po czym został zatrudniony w seminarium duchownym w Płowdiwie jako wykładowca teologii. Pracę tę łączył z funkcją przełożonego monasteru Zaśnięcia Matki Bożej w Baczkowie, gdzie współuczestniczył w ukrywaniu bułgarskich Żydów przed hitlerowcami.
W 1946 wyjechał z Bułgarii do Berna w celu kontynuowania studiów teologicznych i filozoficznych. W 1950, wobec przejęcia władzy w kraju przez komunistów, zdecydował się na wyjazd do Stanów Zjednoczonych. Został wówczas proboszczem etnicznie bułgarskiej parafii św. Jerzego w Toledo, działającej w ramach Rosyjskiego Kościoła Prawosławnego poza granicami Rosji. 6 grudnia 1959 otrzymał godność archimandryty, zaś 9 sierpnia 1964 został wyświęcony na biskupa Toledo i Toronto, zwierzchnika Diecezji Bułgarskiej w strukturach Rosyjskiego Kościoła Prawosławnego poza granicami Rosji.
Po dwunastu latach kierowania diecezją biskup Cyryl wystąpił z dotychczasowej jurysdykcji i przeszedł z całą strukturą do Kościoła Prawosławnego w Ameryce. W 1978 Synod Biskupów tegoż Kościoła powierzył mu dodatkowo katedrę Zachodniej Pensylwanii. W 1992 hierarcha został podniesiony do godności arcybiskupiej.
Zmarł po chorobie w czerwcu 2007.